# Instituto Max Planck de Matemáticas

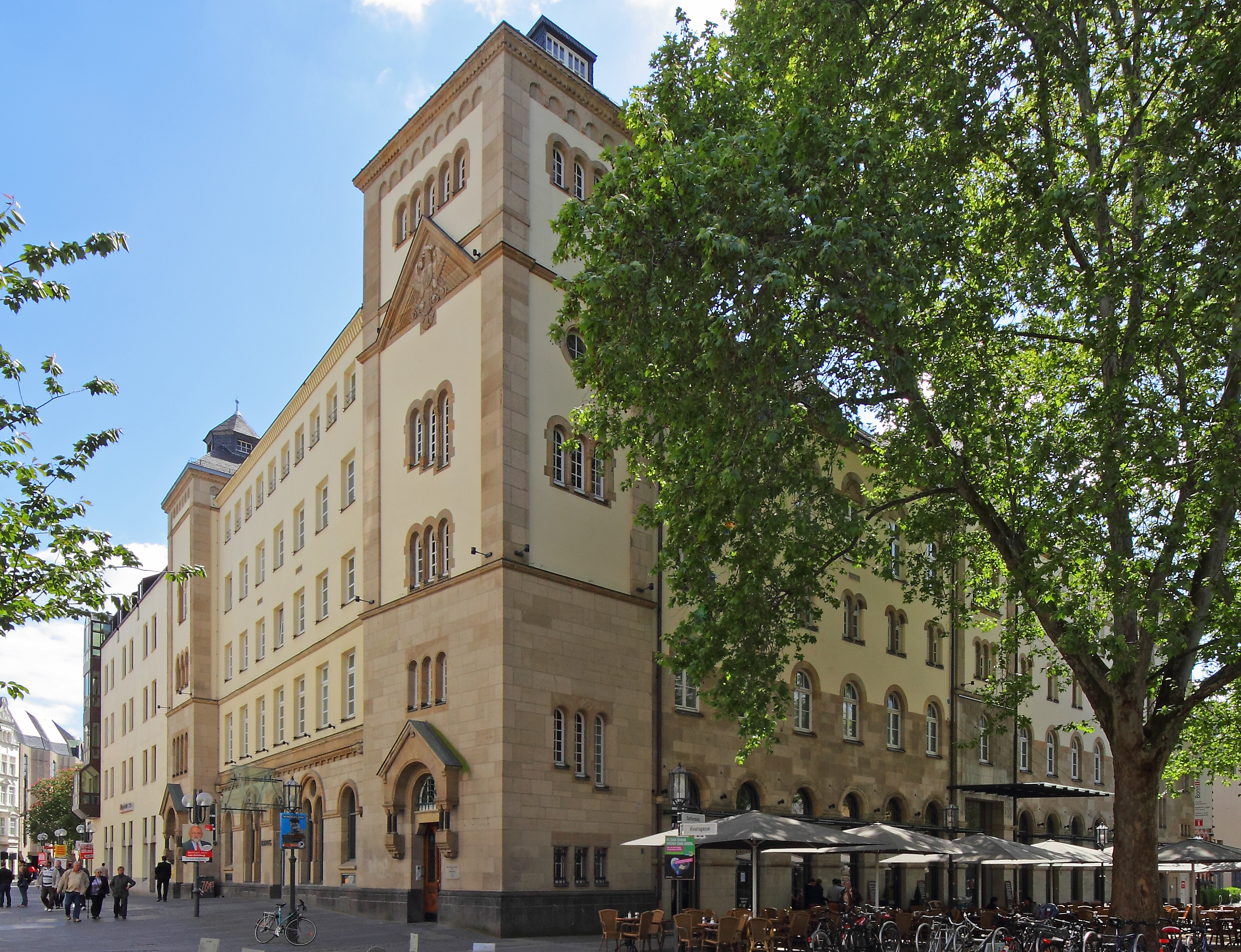
Instituto Max Planck en el casco antiguo de Bonn

El Instituto Max Planck de Matemáticas (en España Instituto Max Planck para Matemáticas o Instituto Max Planck para las Matemáticas) es un organismo de investigaciones en matemáticas localizado en Bonn, Alemania. Forma parte de la Sociedad Max Planck, una red de institutos de investigación científica localizados en Alemania.
El instituto, surgido del centro de investigación colectiva denominado "Matemática Teórica" (Theoretische Mathematik), fue fundado por Friedrich Hirzebruch en 1980, quien fungió como director hasta su retiro en 1995. Actualmente es administrado por un consejo de cuatro directores que incluye a Werner Ballmann (director administrativo, que sucedió a Günter Harder), Gerd Faltings, Peter Teichner y Don Zagier. Friedrich Hirzebruch fue miembro emérito hasta su fallecimiento, nombramiento que también recayó en Yuri Manin.
Las áreas de investigación del instituto son:
- geometría algebraica
- geometría compleja
- grupos algebraicos
- topología algebraica
- geometría aritmética o geometría de números
- geometría diferencial
- topología diferencial
- sistema dinámico
- física matemática
- geometría no conmutativa
- teoría de números
- teoría de la representación